# Sud e magia
Sud e magia è un saggio dell'antropologo italiano Ernesto de Martino, pubblicato nel 1959. 

## Contenuto
Il saggio, pubblicato nel 1959, analizza alcune zone del sud Italia tra cui Basilicata, Campania e Calabria per capire quanto la cultura di questi luoghi sia ancora assoggettata al pensiero magico. Secondo De Martino, l'Illuminismo napoletano, rispetto a quello anglo-francese, fu più indulgente riguardo alle esigenze di protezione psicologica connesse al ritualismo magico-religioso, contribuendone lo sviluppo e la diffusione nella popolazione.
Nelle parole dell'antropologo italiano, la magia ha due funzioni: la prima è quella di eliminare ciò che è negativo, la seconda è legata alla protezione dallo smarrimento. I rituali magici si innescano in momenti critici e vanno considerati in relazione al contesto in cui si sviluppano e si manifestano.
Nella ricerca di De Martino sono esposte alcune pratiche magiche sopravvissute.

### Fascinazione
Con fascinazione si intende una condizione psichica di impedimento e inibizione dovuta ad un senso di dominazione da parte di un'altra entità, con cui si perde autonomia. Essa necessita di una vittima e di un agente fascinatore. Se esso è umano si parla di malocchio, cioè un'influenza maligna causata da uno sguardo invidioso da parte di un'altra persona.
Se tale dominazione dovesse spingersi fino alla possessione del soggetto da parte di spiriti maligni, sarà necessario ricorrere all'esorcismo. Esistono però anche spiriti benevoli, che possono aiutare il soggetto. 
Inoltre la fascinazione si può estendere ad incantesimi d'amore, con cui si lega una persona ad un'altra o scongiuri per difendere la coppia da energie maligne, vari tipi di magia cerimoniale con cui si combattono eventi dolorosi della vita come il lutto e la malattia oppure rituali legati alla gravidanza e all'infanzia, come proteggere il bambino e la sua culla con amuleti. 

### Maciare
Con il termine maciare De Martino intende le insidie subite da figure immaginarie o reali, come ad esempio lividi e graffi. Queste sono perpetrare sulle vittime con fini vendicativi. Il termine fa riferimento alla vita magica del paese di Albano di Lucania.

### Jettatura
Con il termine jettatura De Martino intende definire una modalità di pensiero che consiste nel ridere della superstizione, ma al contempo ricorrere a riti scaramantici per essere protetti. Questa ideologia è stata elaborata nel '700 ad alcuni illuministi napoletani, come compromesso tra magia, religione e razionalità. Alla ragione umana è contrapposta la figura dello iettatore, cioè un individuo che inconsapevolmente e sistematicamente (solo con la propria presenza) introduce disordine nella sfera morale, sociale e naturale della realtà.

### Tarantolismo pugliese
Il tarantolismo pugliese è un rito di tre giorni che impiega musica e danza saltellante per sbloccare il soggetto da un blocco psichico, che De Martino definisce una crisi della presenza, che lo porta all'inerzia. Questo stato, nella credenza popolare pugliese, è causato dal morso di una tarantola. Questo rito ha due funzioni: la prima è quella di esibire la crisi del soggetto mentre la seconda è quello di restituire il soggetto a se stesso e curarlo. Questo rito ha trovato utilizzo anche nelle pratiche della chiesa cattolica.

## Edizioni
- Ernesto de Martino, Sud e magia, Milano, Feltrinelli, 1959.